# Aplogompha oppletaria
Aplogompha oppletaria är en fjärilsart som beskrevs av W. Warren 1900. Aplogompha oppletaria ingår i släktet Aplogompha och familjen mätare. Inga underarter finns listade i Catalogue of Life.